# 胡陽
胡昜（？-？），又名胡陽、胡傷，戰國時代後期秦國客卿，與白起在華陽之戰的表現是他最光輝的戰役。前269年閼與之戰被趙奢打敗後便再無史料記載。

## 生平

### 華陽之戰
前273年，趙國與魏國進攻韓國的重要城邑華陽（今河南省鄭州市南），韓國派陳筮向秦國求救，秦昭襄王派遣武安君白起、穰侯魏冉和客卿胡昜率軍救援韓國。秦軍採取出其不意、攻其不備的戰術，進行長途奔襲，八日內秦軍突然出現在華陽的戰場上，趁着趙、魏兩國聯軍不備時發動進攻，大敗趙、魏聯軍。此戰，秦軍共斬首魏軍十三萬，俘虜三名魏將，魏將芒卯敗逃，趙國將領賈偃亦被秦軍擊敗，秦軍將趙軍俘虜兩萬人沉入黃河中。秦軍乘勝攻取了魏國的卷縣、蔡陽和長社和趙國的觀津，魏國被迫獻南陽與秦國求和。

### 閼與之戰
前269年，秦國攻取趙國藺、離石、祁拔三城後，趙國以公子郚為質子，並與秦簽訂以焦、魏、牛狐交換藺、離石、祁拔三城的協議，但其後趙惠文王反悔。秦昭襄王大怒，以趙國不履行協議為由，於前269年派將軍胡昜率領大軍攻打趙國閼與。
趙惠文王急召廉頗、樂乘等名將詢問對策，他們一致認為道路過於遙遠，路狹難救，但是趙奢獨排眾議，表示閼與地勢險狹，猶如兩鼠鬥於穴中，只要將士勇敢就可獲勝。趙惠文王決定讓趙奢率軍救援閼與。
趙奢軍在離開邯鄲三十里後迅即築壘紮營，按兵不動。並傳令軍中：「有敢於談及軍事者，一律斬首」，駐屯近二十八日之久，繼續增強營壘防禦，以隱蔽趙軍的作戰企圖。秦軍分兵兩路，一路進兵屯於武安（今河北省武安縣西南）西面，擊鼓吶喊，欲誘趙軍援救武安，鉗制趙軍。趙奢立即斬殺一名要求救援武安的士兵，不為秦軍所動。秦軍派細作潛入趙國軍營探聽虛實，趙奢佯作不知，令屬下讓其任意活動，以麻痹秦軍。秦軍細作把趙軍情況告於胡昜。胡昜大喜，認為趙國援軍只想保住邯鄲，閼與即可攻取，放鬆了對趙奢這支援軍的戒備。趙奢遂率領全軍偃旗息鼓，疾馳兩天一夜，趕到距閼與城五十里處築壘設營。被拋在武安的秦軍才知道中計，儘快趕至閼與迎戰。趙奢採納軍士許曆的建議，發兵萬人搶佔閼與北山的高地，佔據有利地形。當秦軍後到北山時，攻山不下。趙奢乘勢居高臨下，俯擊秦軍。秦軍不支，死傷逃散過半，大敗而歸，閼與之圍遂解。